# تپه دره انجیره
تپه دره انجیره مربوط به دوره اشکانیان است و در شهرستان تویسرکان، روستای کنجوران وسطی واقع شده و این اثر در تاریخ ۲۴ اسفند ۱۳۸۳ با شمارهٔ ثبت ۱۱۴۱۴ به‌عنوان یکی از آثار ملی ایران به ثبت رسیده است.